# La Bachellerie
 La Bachellerie  (en occitano La Bachalariá) es una población y comuna francesa, situada en la región de Aquitania, departamento de Dordoña, en el distrito de Sarlat-la-Canéda y cantón de Terrasson-Lavilledieu.
Se halla en la región histórica de Perigòrd.

## Demografía
| 770 | 733 | 668 | 711 | 722 | 664 |
| Para los censos de 1962 a 1999 la población legal corresponde a la población sin duplicidades (Fuente: INSEE [Consultar]) |     |     |     |     |     |

## Lugares de interés
- El castillo de Rastignac, del siglo XIX.